# Moritz Pristauz
Moritz Bernd Pristauz-Telsnigg (23 de março de 1996) é um jogador de vôlei de praia austríaco.

## Carreira
O início no voleibol teve motivação no seio familiar, como por exemplo seu avô, que  foi ex-treinador e seus pais eram jogadores atuantes; e ainda na adolescência já defendia as cores do UVC Graz, mais tarde migrou para o vôlei de praia.
Em 2013 disputou com Paul Buchegger sagrou-se vice-campeão do Campeonato Europeu de Vôlei de Praia Sub-18 sediado em Molodechno. No ano seguinte obteve mais êxito no âmbito nacional com outras parcerias.No ano de 2014 formou dupla com Johannes Kratz para a disputa do Campeonato Mundial de Vôlei de Praia Sub-19 realizado em Porto e terminaram na quinta colocação e juntos também competiram na edição dos Jogos Olímpicos de Verão da Juventude de 2014 sediado em Nanquim finalizando na nona colocação, ainda esteve com Philipp Waller no Campeonato Europeu de Vôlei de Praia Sub-20 de 2014 sediado em Cesenatico, quando finalizaram na vigésima quinta colocação.
Em 2015 inicia a temporada do circuito nacional com Martin Ermacora, em contra partida estreia no qualificatório do Circuito Mundial ao lado de Simon Frühbauer, ou seja, no major series de Gstaad, finalizando na quadragésima primeira colocação. No mesmo ano, disputou ao lado de Martin Ermacora a edição do Campeonato Europeu Sub-22 realizado em Macedo de Cavaleiros obtendo o quinto lugar.
Na temporada de 2016 competiu no Circuito Mundial com Martin Ermacora e alcançou o décimo sétimo posto no Circuito Europeu em Jūrmala, ainda obtiveram a nona posição na edição do Campeonato Mundial de Vôlei de Praia de 2016 em Lucerna.
Também em 2016 competiu ao lado de Martin Ermacora pela primeira vez no torneio principal do Circuito Mundial no Aberto de Xiamen e terminaram na nona posição.E com a parceria ao lado de Maximilian Trummer conquista a medalha de prata na edição do Campeonato Europeu de Vôlei de Praia Sub-22 em Salonica .
Na jornada de 2017 do circuito mundial, esteve com Martin Ermacora no torneio uma estrela em Xiamen alcançando a quinta posição em Langkawi além da medalha de bronze na edição do Campeonato Europeu de Vôlei de  Praia Sub-22 sediado em Baden ao lado de Paul Buchegger.Em 2018 permaneceu juntos e o mesmo ocorreu no ano seguinte quando sagraram-se medalhista de bronze na edição do Campeonato Europeu  sediado em Moscou.